# ホーコン2世 (ノルウェー王)
ホーコン2世（ノルウェー語：Håkon II, 1147年ごろ - 1162年7月7日）またはホーコン肩広王（Håkon Herdebrei）は、ノルウェー内乱期の王（在位：1157年 - 1162年）。

## 生涯
ノルウェー王シグル2世の庶子として生まれ、1157年に伯父エイステイン2世の継承者とされた。エイステイン2世は2人の異母弟インゲ1世およびシグル2世の共治王であった。インゲ1世はシグル2世（1155年没）およびエイステイン2世（1157年没）の死後、単独のノルウェー王となった。
シグル2世とエイステイン2世の元支持者はホーコンのもとで団結し、ヘードマルクのシグル・ホーヴァソンの指揮の下、インゲ1世との戦いを再開した。1161年2月3日、ホーコン2世との戦いにおいて、インゲ1世の家臣ゴドレッド2世・オーラフソンに率いられた臣下の多くがホーコン2世側に亡命し、インゲ1世は敗れ、戦死した。
1162年7月7日、ロムスダーレンのヴェウヤ近くで行われたセッケンの戦いにおいて、ホーコン2世は戦死した。インゲの死後、その支持者はエーリング・スカッケとその息子マグヌスのもとに集まっていた。ホーコン2世の死後、マグヌスがマグヌス5世としてノルウェー王位についた。